# Erika Lehotská
Erika Lehotská (ur. 13 listopada 1974) – słowacka biathlonistka. W Pucharze Świata zadebiutowała 9 grudnia 1993 roku w Bad Gastein, gdzie zajęła 106. miejsce w biegu indywidualnym. Nigdy nie zdobyła pucharowych punktów. W 1995 roku wystąpiła na mistrzostwach świata w Anterselvie, gdzie zajęła szesnaste miejsce w biegu drużynowym i czwarte w sztafecie. Podczas rozgrywanych rok później mistrzostw świata w Ruhpolding zajęła 56. miejsce w biegu indywidualnym, 62. miejsce w sprincie i jedenaste w sztafecie. Nigdy nie brała udziału w igrzyskach olimpijskich.

## Osiągnięcia

### Mistrzostwa świata
| Rok  | Miejscowość | Konkurencje | Konkurencje | Konkurencje | Konkurencje | Konkurencje | Konkurencje | Konkurencje |
| Rok  | Miejscowość | IN          | SP          | PU          | MS          | RL          | MR          | SR          |
| ---- | ----------- | ----------- | ----------- | ----------- | ----------- | ----------- | ----------- | ----------- |
| 1995 | Anterselva  | –           | –           | nd.         | nd.         | 4.          | nd.         | –           |
| 1996 | Ruhpolding  | 56.         | 62.         | nd.         | nd.         | 11.         | nd.         | –           |

### Puchar Świata

#### Miejsca w klasyfikacji generalnej
| Sezon     | Miejsce |
| --------- | ------- |
| 1993/1994 | -       |
| 1994/1995 | -       |
| 1995/1996 | -       |